# D.Z. & P.C. "De IJsel"
D.Z. & P. C. "De IJsel" is de zwem- en poloclub uit Deventer. De in 1920 opgerichte club heeft haar naam te danken aan de toenmalige zwemlocatie, de IJssel. Om financiële redenen is de naam van de zwemvereniging echter met één 's' gespeld. De IJsel heeft een ledental van rond de 350. Communicatie met leden vindt plaats via het maandelijkse clubblad de Waterprater en de website.
De IJsel kent vijf afdelingen, ieder met zijn eigen commissie.

## Afdelingen
- Wedstrijdzwemmen
- Waterpolo
- Synchroonzwemmen
- REZ (recreatief zwemmen)
- Aangepast zwemmen

## Accommodaties
Er zijn in Deventer twee overdekte zwembaden waar de IJsel haar trainingen uitoefent: zwembad de Scheg en het Borgelerbad. Waterpolowedstrijden worden enkel in de Scheg gehouden. Daarentegen worden zwemwedstrijden enkel in het Borgelerbad gehouden. Trainingen zijn voor alle afdelingen en in de Scheg en in het Borgelerbad.

## Geschiedenis
Op 21 maart 1920 wordt de Deventer zwem- en poloclub "de IJsel" opgericht. Slechts een week later telde de club reeds 60 leden. In 1921 volgde de koninklijke goedkeuring door de KNZB van de statuten en het huishoudelijk reglement.
In de beginjaren wordt er gezwommen in het gemeentelijk bad, gebouwd op een ponton in de IJssel. Op deze plek is nu de opstapplaats voor de veerpont over de IJssel.
In 1924 verhuisde de club naar het NV IJselzwembad. Dit lag aan het oostelijke deel van de Oude Holterweg (de huidige Deltalaan).
In 1941 verhuisde de vereniging naar het toen nog onverwarmde en onoverdekte Borgelerbad. De vereniging leidde in deze tijd een zeer kalm bestaan. Door de oorlog waren vele Deventernaren naar elders vertrokken en aanvulling door de jeugd was er niet. In 1942 echter mocht de IJsel de kringkampioenschappen organiseren. Door een tekort aan Juryleden werd deze echter afgelast.
Begin jaren 50 werd er door het bestuur van alles gedaan om meer leden te werven. Er werd een speciale jeugdzwemdag georganiseerd en in het winterseizoen werd er getraind in het Sportfondsenbad te  Apeldoorn. Wat uiteindelijk leidde naar een stijging tot 160 leden.
Van 1954 tot 1965 werd er door de zwemselectie in het Rielerbad getraind. In het Rielerbad werden regelmatig langebaanwedstrijden gehouden. Door de beschutte ligging werden er snelle tijden gezwommen. Jarenlang is er op nationaal niveau gestreden om de Zwemkroniekbeker en vele records zijn in Deventer gesneuveld.
Op 20 november 1965 is het eerste overdekte zwembad in Deventer een feit. Eindelijk kan er ook in de wintermaanden worden getraind in een verwarmd bassin. Een explosieve groei van het aantal leden was een duidelijk gevolg van het nieuwe onderkomen. Het ledental ging van 120 in 1965 naar 550 in 1968.
Omdat er ook in de rest van Nederland steeds meer overdekte zwembaden komen, besluit de KNZB de waterpolocompetitie te verplaatsen. Voortaan zullen de wedstrijden gespeeld worden tussen oktober en april. Naast waterpolo en wedstrijdzwemmen wordt er in 1966 gestart met het kunstzwemmen bij de IJsel. Nu heet deze sport (en zo ook de afdeling) synchroonzwemmen.
Vanaf 1992 verhuist de IJsel naar Sport- en Recreatiecentrum 'de Scheg' in het stadsdeel Colmschate.
In 1993 is ook de afdeling "Aangepast zwemmen" bij 'de IJsel' gestart.
In 2003 is een gedeelte van het Borgelerbad overdekt gemaakt. En een groot deel van de trainingsuren worden behalve in de Scheg, nu in het Borgelerbad doorgebracht.

## Bekende zwemmers
- Ron Dekker
- Petra Hillenius